# Forspoken
Forspoken ist ein Fantasy-Action-Rollenspiel mit Adventure-Elementen von Luminous Productions. Es wurde am 24. Januar 2023 für PC (Microsoft Windows) und PlayStation 5 vom Publisher Square Enix veröffentlicht.

## Handlung
Die Geschichte handelt von der New Yorkerin Frey (per Motion Capture gespielt von Ella Balinska), die, ohne zu wissen, was mit ihr geschieht, aus der realen Welt in die Fantasywelt Athia portiert wird. Wegen einer bösen Macht, die sich The Break (Deutsch: der Bruch) nennt, steht die Fantasy-Welt vor ihrem Untergang, weil die bewohnenden Wesen getötet oder in Ungeheuer verwandelt werden. Die einst gütigen Herrscherinnen des Landes (unter anderem gespielt von Janina Gavankar und Pollyanna McIntosh), die sogenannten Tantas, wurden zu abtrünnigen Magierinnen, die Unheil über jene zu bringen versuchen, die bisher nicht mit der bösen Macht in Berührung kamen.
Frey aber ist im Gegensatz zu den Wesen der Fantasy-Welt immun gegen das Unheil und wird, auch weil sie seit ihrer Weltenwanderung magische Fähigkeiten erlernt, zur letzten Hoffnung für Athia. Gleichzeitig scheint Freys Rückkehr in die reale Welt von ihrem Erfolg bzw. Misserfolg abzuhängen.
Unterstützung erhält Frey unter anderem von einem verzauberten Armband sowie der Archivistin Johedy (gespielt von Keala Settle) und Auden (gespielt von Monica Barbaro).

## Gameplay, Setting und Entwicklung
Entwickelt wurde Forspoken unter dem Arbeitstitel Project Athia. Die überwiegend japanischen Entwickler wählten das in Japan als Isekai bekannte Genre als Setting für Forspoken. Wesentliches Spielelement ist bei Forspoken die intensive Bewegungs- und Reisegeschwindigkeit der Spielfigur in einer offenen Welt. Das Kampfsystem ist auf Zauberei bzw. Magie ausgelegt.
Fünf Monate nach Veröffentlichung des Hauptspiels erschien am 26. Mai 2023 die Erweiterung In Tanta We Trust, in der Frey an der Seite von Tanta Cinta (gespielt von Kendal Rae) die Vorgeschichte ihres Abenteuers in Athia erlebt.
Forspoken ist in einer Standardausführung und in einer als Digital Deluxe bezeichneten Edition, die unter anderem um DLCs erweitert ist, veröffentlicht worden.

## Rezeption
Das deutsche Spielemagazin GamePro vergab 65 von 100 Punkten und kritisierte eine Story mit vielen Stereotypen, Logiklücken und schlechtem Erzähltempo. Die Charaktere seien in der Regel blass, was an der Motivation nage. Gelobt wurden die deutschen Sprecher sowie das Kampf- und Parkoursystem.
Digital Foundry nahm die PlayStation-5-Version des Spiels technisch unter die Lupe. Dabei wurden sehr kurze Ladezeiten sowie eine hohe Weitsicht und spektakuläre Explosionen in Bosskämpfen gelobt, während die indirekte Beleuchtung stark kritisiert wurde und Vergleiche mit der PS3-Ära angestellt wurden. Ebenfalls falle die Bildfrequenz in einigen Arealen „fast schon ins Bodenlose.“ Besonders auffällig sei das im sogenannten Quality Mode mit teilweise nur 20 Bildern pro Sekunde.
Mehrere Reviewer wie PC Games kritisierten vor Release, dass sie im Gegensatz zu anderen Redaktionen vorab keinen Review-Code erhalten hatten. Es gab Vermutungen, dass unliebsame Redaktionen ausgeschlossen werden sollten, um negative Rezensionen zu vermeiden. Erst nach Kritik erhielt PC Games einen Tag vor Release und neun Tage nach anderen Magazinen den Zugang zum Spiel.
Die Verkaufszahlen waren nach Angaben des Square-Enix-Präsidenten Yosuke Matsuda enttäuschend („lacklustre“).